# Pericrocotus lansbergei
Pericrocotus lansbergei е вид птица от семейство Campephagidae.

## Разпространение
Видът е разпространен в Индонезия.